# Kalaallit Nunaata Radioa
Kalaallit Nunaata Radioa (Nederlands: Groenlandse Nieuwsradio) of KNR is sinds 1958 de nationale publieke omroep van Groenland. De hoofdvestiging bevindt zich in de hoofdstad Nuuk. Het is een onderdeel van het Deense moederbedrijf Danmarks Radio.

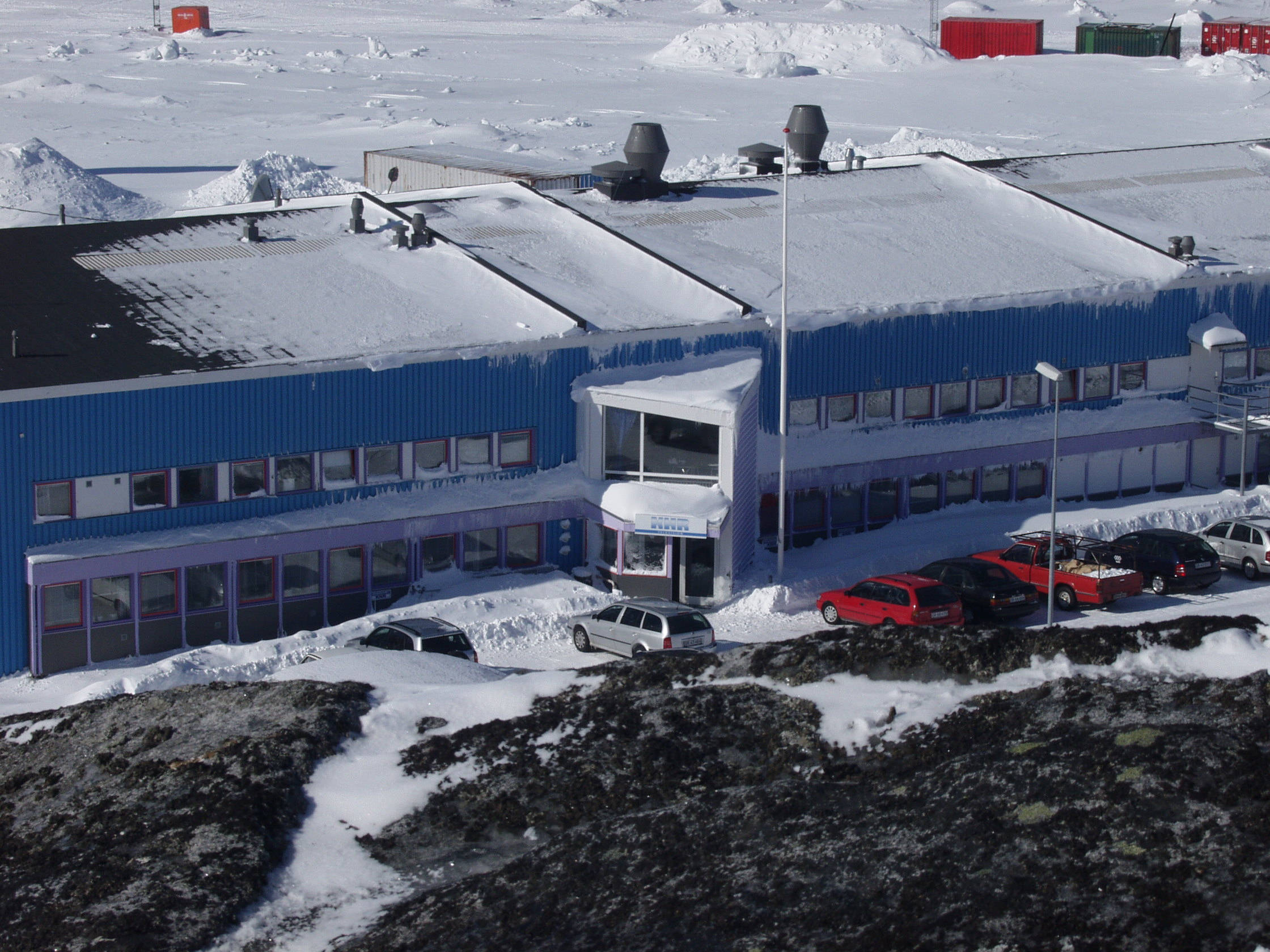
KNR hoofdkwartier

## TV
KNR zendt landelijk TV uit op de kanalen KNR1 en KNR2.

## Radio
KNR zendt ook de hele dag lang uit op het gelijknamige FM radiostation.
- Gemeinsame Normdatei: 1339016710
- Library of Congress Control Number: n2002062945
- Virtual International Authority File: 147942252